# 경주 도봉서당
경주 도봉서당(慶州 桃峯書堂)은 대한민국 경상북도 경주시 서악동에 있는 서당이다. 2006년 2월 16일 경상북도의 문화재자료 제497호로 지정되었다.

## 문화재 지정사유
황정(黃玎, 1426~1497)을 추모하기 위해 후손들이 건립한 재사(齋舍) 건물 이었으나, 일제강점기인 1910년대에 새로이 서원(書院) 형태로 건물을 재배치하였다. 건축적 측면에서 볼 때 묘하재실에서 출발하여 서당으로 확대되는 과정을 거친 것으로 판단되며 여러 건물 가운데「연어재」를 통해 건축적인 특징을 살필 수 있을 뿐만 아니라 묘하재실의 기능에 맞도록 창호와 마루가 설치된 평면에서도 건축적 가치를 살필 수 있다. 또한 이 건물과 관련된 인물인 황정(黃玎)이 조선전기의 학문과 효행으로 이름이 높았기에 역사적으로 주목되므로 기념물적 성격의 문화재자료(文化財資料)로 지정한다.

## 현지 안내문
도봉서당은 조선 성종 대의 학자였던 불권헌 황정의 학덕과 효행을 추모하기 위하여 1545년(중종 1년) 지금의 위치에 추보재라는 묘사재실로 건립되었다. 이후 전란과 긴 세월을 거치며 훼손되었고, 이를 안타깝게 여긴 불권헌 황정의 후손들이 1915년 추보재가 있었던 자리에 도봉서당 일곽을 중건한 것이 현재의 모습이다.
이 서당은 숭앙문·도봉서당·추보재·연어재·상허당 등 모두 7도이며 일종의 서원형식으로 구성되어 있다. 그리고 배치형식은 재사를 강당 뒤에 둔 전강당 후재사형인데, 이는 경상도 지역에서 보기 드문 예이다.
강당(도봉서당)은 정면 5칸·옆면 1.5칸으로 전면에 툇마루를 두었고, 옆·뒷면에 쪽마루를 둘렀다. 사당(상허당)은 정면 4칸·옆면 1.5칸이며, 중당협실로 구성된 바로 볼때 강당형식에 가깝다고 할 수 있다. 한편 서재(연어재)는 남쪽과 동쪽면을 모두 팔작지붕으로 처리하여 두 개의 정면을 갖게 한 점이 눈길을 끈다.

## 참고 자료
- 경주도봉서당 - 국가유산청 국가유산포털